# 希拉克機場
希拉克機場，是亞美尼亞希拉克州久姆里市的一座國際機場，位於久姆里市中心以東5公里處。希拉克國際機場開業於1961年，是亞美尼亞第二大機場，僅次於葉里溫國際機場。機場有開往莫斯科、羅斯托夫和索契的定期航班。

## 外部連結
- General Department of Civil Aviation of Armenia - airport information （英文）
- 世界航空数据库中的UDSG机场数据，数据截止日期：2006年10月。